# 土曜日の恋人
「土曜日の恋人」（どようびのこいびと）は、1985年11月10日に発売された山下達郎通算15作目のシングル。

## 解説
「土曜日の恋人」はフジテレビ系『オレたちひょうきん族』のエンディング・テーマ曲としてリリースされ、後にアルバム『POCKET MUSIC』にアルバム・ミックスで収録された。山下によれば、曲の構想は1982年頃から持っていて、1960年代のスナッフ・ギャレット(Snuff Garrett)が手がけたボビー・ヴィー (Bobby Vee) やゲイリー・ルイス (Gary Lewis & the Playboys) の諸作品のような雰囲気を出したくて作った作品だが、1980年代のデジタル・メディアの中ではもうすでに超アナクロな願望でしかなく、色々な意味で完成までに時間と手間がかかったという。最初はマルディグラの歌にするつもりでタイトルも「永遠のマルディグラ」と決めていたが、「火曜日のマルディグラ」と「土曜日の雨の歌」のどちらにすべきか思案、結局土曜日の歌に決め、タイトルを「土曜日の恋人」に改めたという。完成後、当時の人気テレビ番組『オレたちひょうきん族』のイメージにフィットするような気がして売り込んだところ採用され、『POCKET MUSIC』の先行シングルとしてリリースされた。この作品にはシングル用のミックスが2種類、アルバム用のミックスが2種類と、計4種類のミックスが存在しているというがその後、『POCKET MUSIC』のニュー・リミックス、ニュー・リマスターでの再発時に、シングルとして発売されたものと同じミックスが収録されたほか、後にベスト・アルバム『TREASURES』とオールタイム・ベスト『OPUS 〜ALL TIME BEST 1975-2012〜』に、新たなミックスで収録された。
現在、エフエム北海道（AIR-G'）「オレたち転勤族」（毎週土曜日20:00〜21:00）のエンディングテーマとして、使用されている。
「MERMAID」もアルバム『POCKET MUSIC』にリミックス・ヴァージョンが収録され、その後“'91年版”での再発時に、再度ミックスし直されている。山下によれば、曲自体は1979年に書かれていたが、ベースのパターンに若干不自然なところがあり、何度かトライしたものの思い通りの感じが出ず、1985年にコンピューターを使ってやっと完成をみたという。ジャケット裏面に“英語盤”と表記されているのは当初、アルバムには自身による日本語詞での収録を予定していたため。実際に歌詞を書いてはみたが、詞の内容がサビの“MERMAID”と合わなかったため結局、アラン・オデイによる英語詞のヴァージョンのまま収録に至った。
両曲とも、シングルのオリジナル・ミックスが2020年リリースの『POCKET MUSIC (2020 Remaster)』に、ボーナス・トラックとして収録された。

## パッケージ、アートワーク
ジャケット表面には、『ひょうきん族』のコンピューター・グラフィックによるオープニング・シーンがレイアウトされている。

## 収録曲

### SIDE A
1. 土曜日の恋人  –  (3:11)
  - 作詞 · 作曲 · 編曲：山下達郎
  - ©1985 FUJIPACIFIC MUSIC INC. & SMILE PUBLISHERS INC.
  - フジテレビ系『オレたちひょうきん族』エンディング・テーマ曲
  - エフエム北海道 (AIR-G')『オレたち転勤族』エンディングテーマ

### SIDE B
1. MERMAID  –  (4:31) -英語盤-
  - ALAN O'DAY / TATS YAMASHITA
  - ©1985 SMILE PUBLISHERS INC.

## クレジット
- PRODUCED BY TATSURO YAMASHITA

## レコーディング

### 土曜日の恋人
- 山下達郎 : Electric Guitar, Acoustic Guitar, Hammond Organ, Synthesizers with PC-8801, Glocken, Percussion, Whistle & Background Vocals
- 青山純 : Drums
- 伊藤広規 : Electric Bass
- 難波弘之 : Acoustic Piano & Celeste
- 山川恵子 : Harp
- 佐藤康夫 : Mixing Enginieer

### MERMAID
- TATSURO YAMASHITA : Synthesizers with PC-8801, Roland Digital Drums with PC-8801, Electric Guitar, Hammond Organ, Glocken, Percussion & Background Vocals
- HIROYUKI NANBA : Emulator solo
- thanks to JUN AOYAMA for His Great Sound of Snare Drum & Symbal Work!

## リリース日一覧
| 地域 | タイトル               | リリース日     | レーベル         | 規格               | 品番     | 備考                                                    |
| ---- | ---------------------- | -------------- | ---------------- | ------------------ | -------- | ------------------------------------------------------- |
| 日本 | 土曜日の恋人 / MERMAID | 1985年11月10日 | MOON ⁄ ALFA MOON | 7"シングルレコード | MOON-721 | 「土曜日の恋人」「MERMAID」ともシングル・ヴァージョン。 |

## 収録アルバム
| # | タイトル                         | リリース日     | レーベル                  | 規格        | 品番                                                  | 備考 |
| - | -------------------------------- | -------------- | ------------------------- | ----------- | ----------------------------------------------------- | --- |
| 1 | POCKET MUSIC                     | 1986年4月23日  | MOON ⁄ ALFA MOON          | LP          | MOON-28033                                            | 「土曜日の恋人」「MERMAID」ともアルバム・ヴァージョンを収録。 |
| 1 | POCKET MUSIC                     | 1986年4月23日  | MOON ⁄ ALFA MOON          | CT          | MOCT-28020                                            | カセット同時発売。アナログLPと同内容。 |
| 1 | POCKET MUSIC                     | 1986年5月10日  | MOON ⁄ ALFA MOON          | CD          | 32XM-15                                               | CD同時発売。アナログLPと同内容。 |
| 2 | POCKET MUSIC ('91 REMIX)         | 1991年11月10日 | MOON ⁄ MMG                | CD          | AMCM-4122                                             | 品番改定によるアルファ・ムーン盤の再発（リミックス盤）。「土曜日の恋人」はシングル・ミックスを収録。 |
| 2 | POCKET MUSIC ('91 REMIX)         | 1999年6月2日   | MOON ⁄ WARNER MUSIC JAPAN | CD          | WPCV-10022                                            | 品番改定によるエム・エム・ジー盤の再発。 |
| 3 | TREASURES                        | 1995年11月18日 | MOON ⁄ east west japan    | CD          | AMCM-4240                                             | - ムーン・レーベル初のベスト・アルバム。 - 再ミックスされた「土曜日の恋人」を収録。 |
| 3 | TREASURES                        | 1999年6月2日   | MOON ⁄ WARNER MUSIC JAPAN | CD          | WPCV-10028                                            | 品番改定によるイーストウエスト盤の再発。 |
| 4 | OPUS 〜ALL TIME BEST 1975-2012〜 | 2012年9月26日  | MOON ⁄ WARNER MUSIC JAPAN | - 4CD - 3CD | - WPCL-11201/4【初回限定盤】 - WPCL-11205/7【通常盤】 | - オールタイム・ベスト - 『TREASURES』に収録された、シングル・ヴァージョンの再ミックスの「土曜日の恋人」を収録。 |
| 5 | POCKET MUSIC (2020 Remaster)     | 2020年11月25日 | MOON ⁄ WARNER MUSIC JAPAN | CD          | WPCL-13234                                            | - 2020年リマスター+ボーナス・トラックの計16曲収録。 - 「土曜日の恋人」「MERMAID」を収録。「土曜日の恋人」はアルバム本編に「土曜日の恋人 (1995 "TREASURES" MIX)」を収録。ボーナス・トラックに「土曜日の恋人 (1985 ORIGINAL SINGLE MIX)」と1986年にアルバムが最初に発売された時にミックスされた「土曜日の恋人 (1986 ALBUM MIX)」に加え、「土曜日の恋人 (ORIGINAL KARAOKE)」を収録。 |
| 5 | POCKET MUSIC (2020 Remaster)     | 2020年11月25日 | MOON ⁄ WARNER MUSIC JAPAN | 2LP         | WPJL-10132/3                                          | - 2020年リマスター音源をディスク2枚に分けて4面に収録した、重量盤180g仕様の2枚組LP。 - 「土曜日の恋人」「MERMAID」を収録。「土曜日の恋人」は「土曜日の恋人 (1995 "TREASURES" MIX)」を収録。 |